# Национално седиште полиције Израела
31° 47′ 49.78″ N 35° 13′ 57.46″ E / 31.7971611° С; 35.2326278° И
Национално седиште полиције Израела (хебр. בניין המטה הארצי של משטרת ישראל) је седиште израелске полиције, које се налази у Јерусалиму.
Током прве две деценије, седиште Израелске полиције је било у Тел Авиву. Као организација се повећавала, потребе за новим особљем зграде постале су очигледне. Након Шестодневног рата, у којем је Израел опкољен све до Јерусалима, нова локација је изабрана у Источном Јерусалиму, између планине Скопус и западног дела града. Првобитна зграда, планирана је да буде болница, али је редизајнирао архитекта Дан Еитан 1973. године. Зграда Министарства јавне безбедности је касније изграђена поред полицијске станице.